# Palazzo Colonna

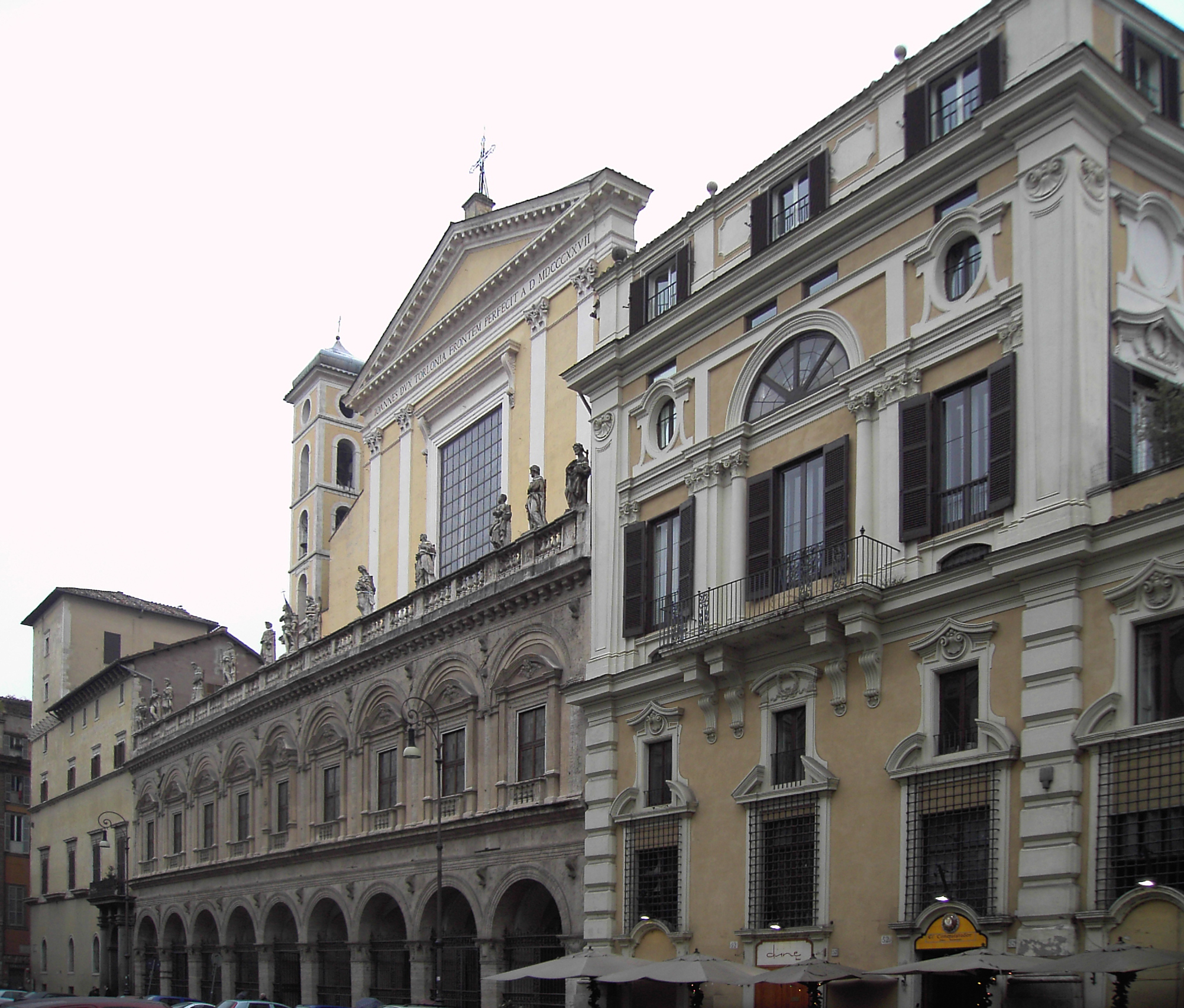
Palazzo Colonna

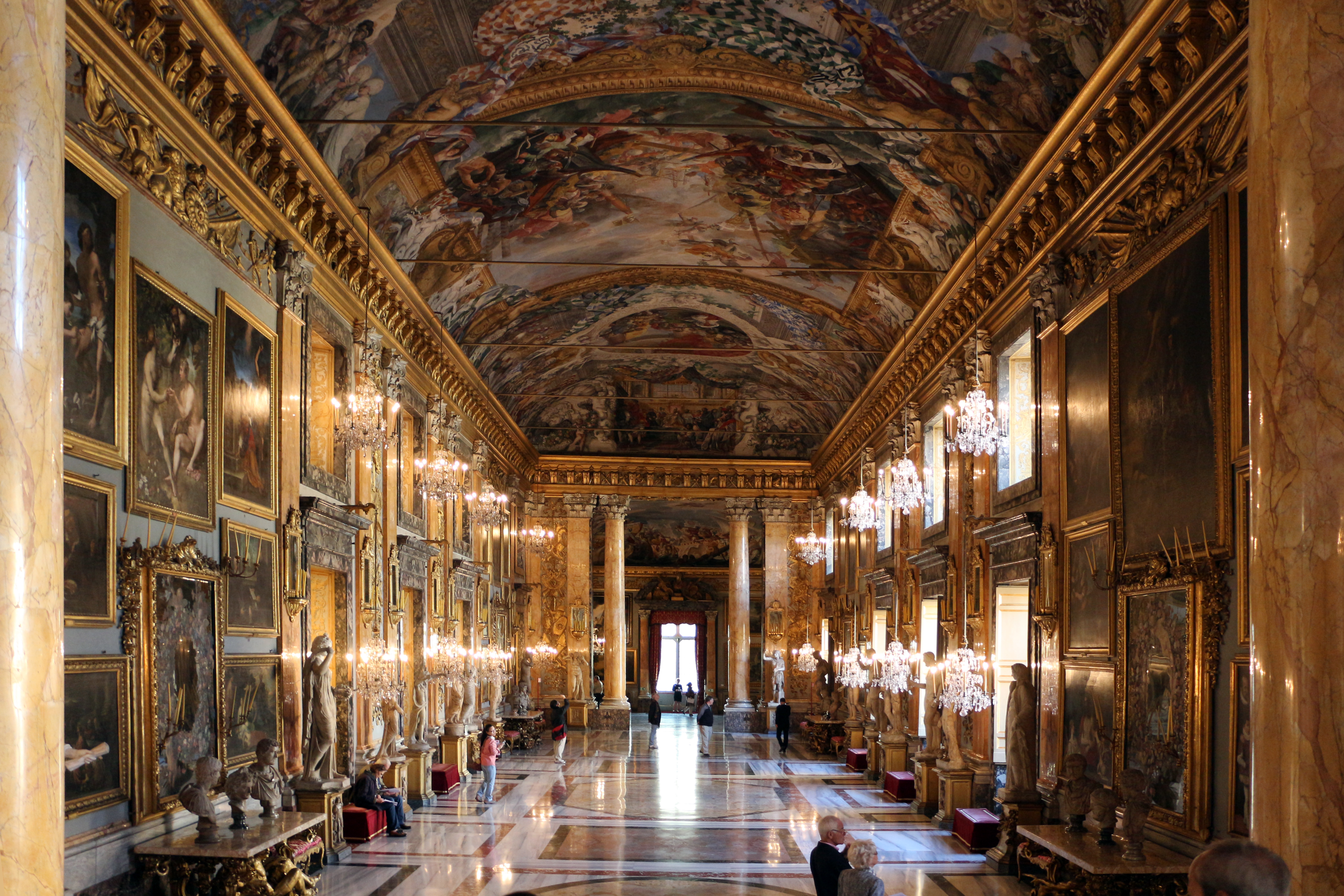
Galleria Colonna

Het Palazzo Colonna is een gebouw te Rome gelegen aan de Via Della Pilotta 17.

## Geschiedenis
Het Palazzo Colonna werd gebouwd in de 15de eeuw door paus Martinus V, lid van de adellijke familie Colonna. In 1527 werd het gebouw tijdens plunderingen gespaard, omdat marchesa Isabella d'Este er te gast was en zij de moeder was van de commandant van de plunderaars. Gedurende de 17de eeuw begon kardinaal Girolamo Colonna aan een grondige restauratie. Hij liet tevens een galerie bijbouwen voor de kunstcollectie die door zijn vader Filippo begonnen was. Later werd er nog door Lorenzo Onofrio Colonna en Fabrizio Colonna bijgebouwd.

## Kunstwerken
Er hangen kunstwerken van Titiaan, Guercino, Reni, Bronzino (Venus, Cupido), Tintoretto (Narcissus bij de vijver) en Annibale Carracci (De boneneter). Daarnaast zijn er ook kunstwerken te zien van Peter Paul Rubens, Paul Bril, Jan Brueghel, Joos de Momper, Jan Frans van Bloemen, Antoon van Dyck en Jean Boulogne.

## Afbeelding

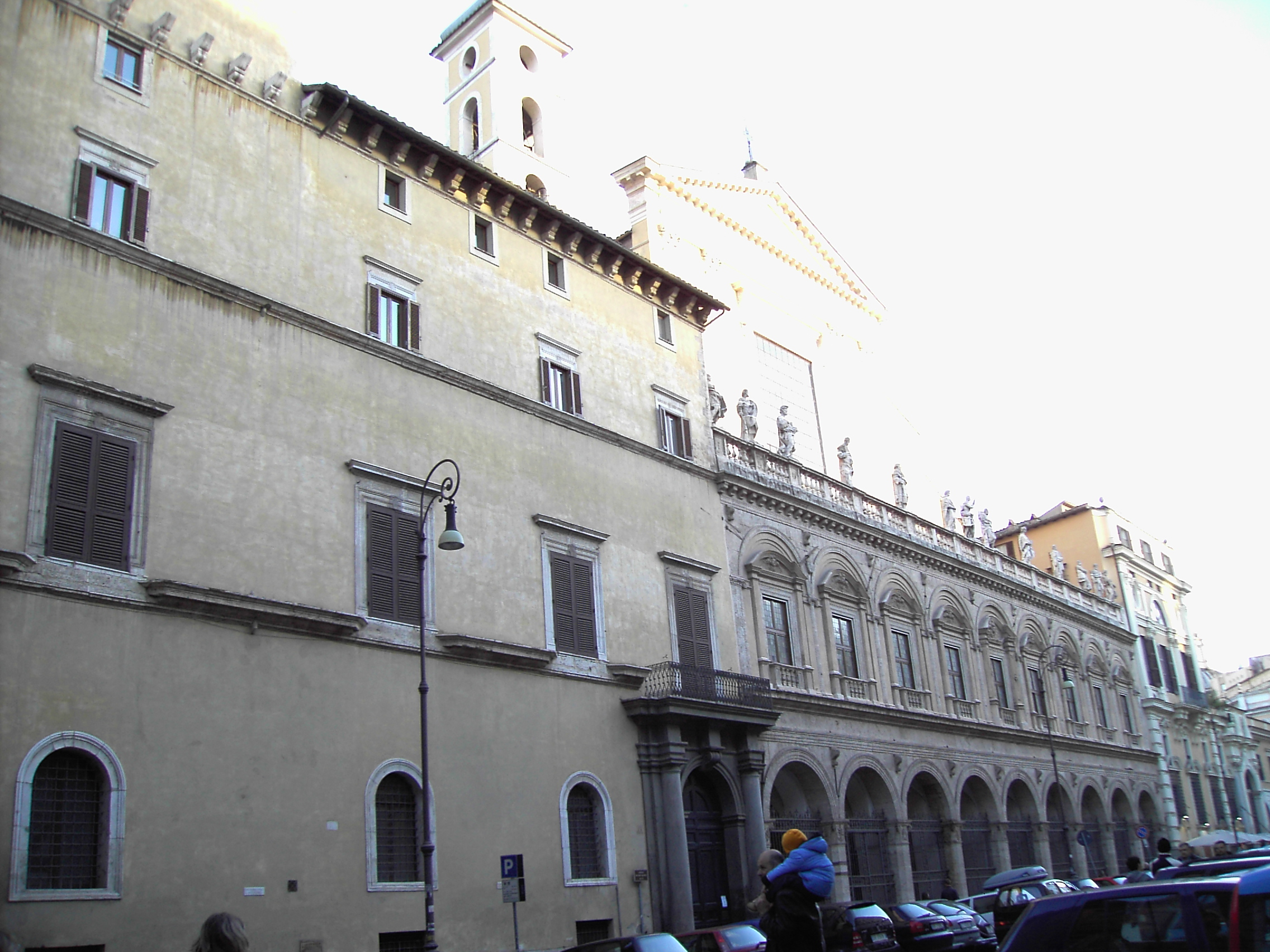
Palazzo Colonna
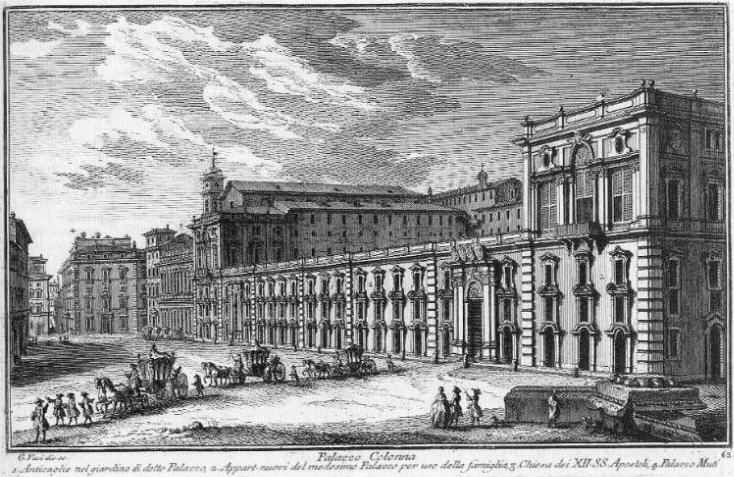
Ets van Giuseppe Vasi van de Palazzo Colonna
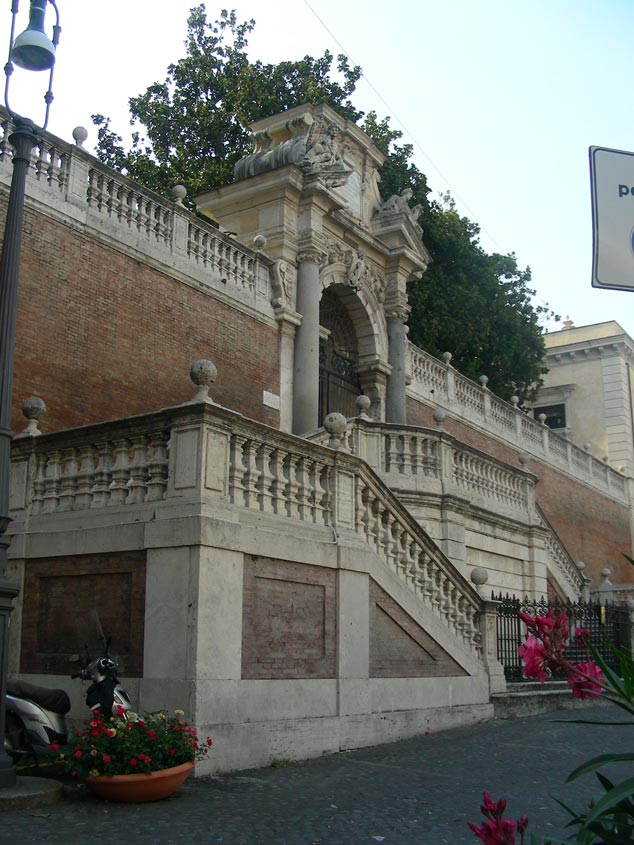
Tuinpoort